# Konstantin Bitter

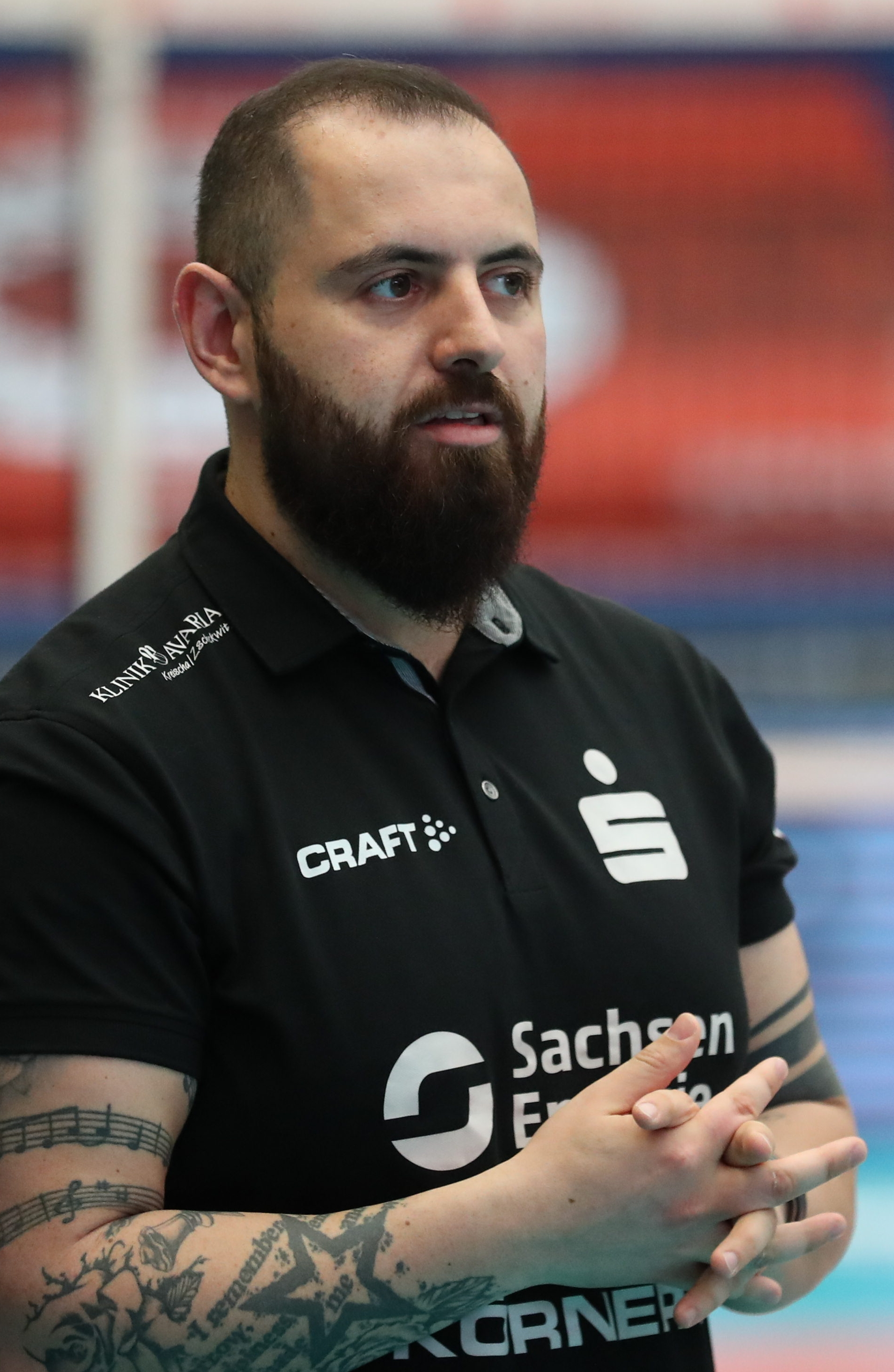
Konstantin Bitter (2021)

Konstantin Bitter (* 31. Oktober 1989 in Qaraghandy, Kasachische SSR, Sowjetunion) ist ein Deutsch-Schweizer Volleyballtrainer. Seit 2023 ist er Cheftrainer des Bundesligisten Allianz MTV Stuttgart.

## Leben

### Karriere
Bitter begann seine Karriere 2011 als Co-Trainer im Nachwuchsbereich des VBC Voléro Zürich. 2013 war er für den KSC Wiedikon tätig, ehe er 2014 zum Schweizer Erstligisten Sm’Aesch Pfeffingen wechselte. Für diesen war er in der Saison 2014/15 sowohl als Co-Trainer als auch im Scoutingbereich tätig. 2015 verpflichtete der deutsche Bundesligist Rote Raben Vilsbiburg Bitter als Co-Trainer und Scout. Beim Schweizer Volleyballverband Swiss Volley unterstützte er den Trainerstab der Jugend-Nationalmannschaft männlich. Für den Deutschen Volleyball-Verband war er 2018 bis 2020 als Scout tätig und komplettierte als Assistent die Trainerstäbe des deutschen Nachwuchsteams weiblich bei der U19-Europameisterschaft 2018 in Albanien sowie der U23-Nationalmannschaft bei der Sommer-Universiade 2019 in Neapel. Dort belegte er mit dem Team den 5. Platz.

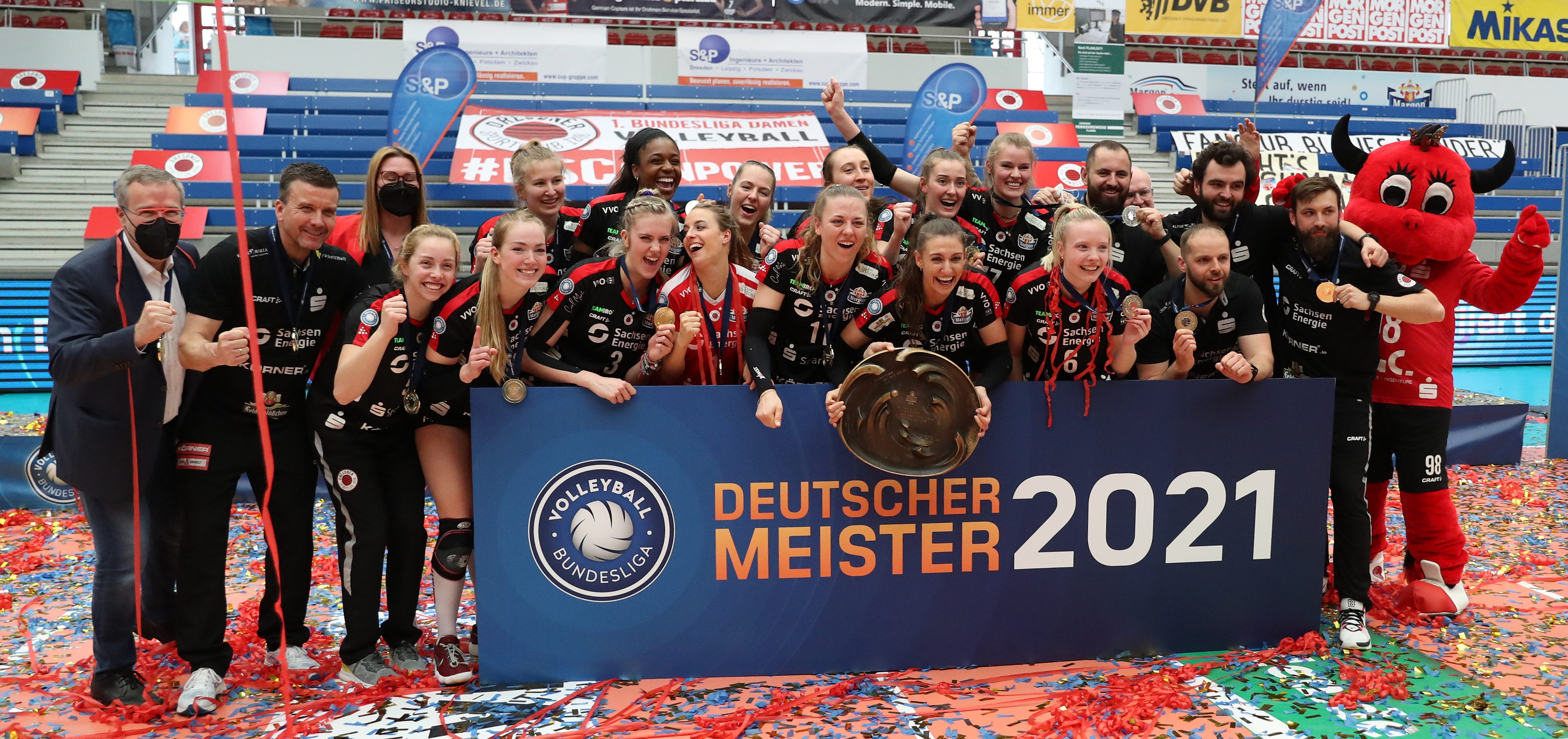
Bitter (6. v. rechts) mit dem Dresdner SC nach dem Gewinn der Meisterschaft (2021)

Im April 2019 gab der Bundesligist Dresdner SC die Verpflichtung von Bitter bekannt. Er unterzeichnete in Dresden einen Zweijahresvertrag bis 2021 als Co-Trainer und Scout des Teams um Alexander Waibl, dessen Assistent er bereits bei der deutschen U23-Nationalmannschaft war. In der Saison 2019/20 gelang mit dem Dresdner Verein der Gewinn des DVV-Pokals, anschließend wurde Bitters Vertrag bis 2023 verlängert. Auch die Saison 2020/21 verlief mit dem Gewinn der deutschen Meisterschaft für Dresden überaus erfolgreich. Ende April 2021 gab der Dresdner SC die Auflösung des Vertrags von Bitter bekannt, der eine Ausstiegsklausel für den Fall des Wechsels auf eine Cheftrainerposition beinhaltet hatte. Er wurde Nachfolger von Gil Ferrer Cutiño bei Schwarz-Weiss Erfurt. Zur Saison 2023/24 übernahm Bitter als Nachfolger von Tore Aleksandersen den Posten des Cheftrainers beim Allianz MTV Stuttgart.

### Privates
Bitter ist mit der ehemaligen Volleyballspielerin Lenka Dürr verheiratet.